# Tone Brulin
Tone Brulin (pseudoniem van Antoon Maria Albert Van den Eynde) (Antwerpen, 11 mei 1926 – Maleisië, 15 maart 2019) was een Vlaams toneelschrijver en regisseur.

## Loopbaan

### 1943-1949: opleidingen aan La Cambre en de Studio van het Nationaal Toneel
Tone Brulin gaf zijn lerarenopleiding in Lier op om van theater zijn beroep te kunnen maken. Hiervoor meldde hij zich eerst aan bij het Antwerpse Hoger Instituut voor Toneel en Regie, maar uiteindelijk schreef hij zich vanaf 1943 tot 1946 in voor de opleiding toneeltechniek aan de Nationale Hogeschool voor Bouwkunst en Sierkunsten, beter bekend als "La Cambre", die dan bekendstond voor zijn interdisciplinaire karakter met betrekking tot de toegepaste kunsten. Herman Teirlinck was er op dat moment directeur alsook mentor van de toneelafdeling. Brulin kreeg les van onder meer Jozef Cantré, Oscar Jespers en Camille Poupeye en deelde het leslokaal met latere belangrijke kunstenaars als Pierre Alechinsky. In deze periode zette Brulin zijn eerste stappen als acteur en was hij actief bij verscheidene theatergezelschappen zoals de Trekkende Komedianten, de Brusselse KVS, en het Antwerps Jeugdtheater van Corry Lievens. Als aspirerend theatermaker wilde hij alle aspecten van het theater kunnen beheersen, en besloot daarom in 1946 acteer- en regielessen te gaan volgen aan de Studio van het Nationaal Toneel, waar hij in 1949 afstudeerde.

### 1948-1952: een moeilijke start,Tijd en MensenGard Sivik
Zijn carrière als theatermaker kende een moeilijke start: zijn acteerkwaliteiten werden niet gewaardeerd en hij kwam nergens aan de bak als acteur, regisseur en decorateur. Hij reisde onder meer naar Zweden, Tsjecho-Slowakije, de Verenigde Staten en Engeland om zijn acteer- en regievaardigheden aan te scherpen. Hij schreef ook voor verschillende kranten. Die ervaring kwam goed van pas tijdens de mede-oprichting van avant-gardetijdschriften Tijd en Mens (in 1948) en Gard Sivik (in 1952). Brulin was in die context belangrijk voor de introductie van de opvattingen over theater van Antonin Artaud in Vlaanderen. Artauds teksten waren in die tijd immers moeilijk verkrijgbaar. In "Theater der wreedheid", een artikel dat Brulin voor Tijd en Mens schreef, werden Artauds ideeën vertaald, geciteerd en verder uitgelegd. Deze opvattingen vormden voor Brulin ook een belangrijke voedingsbodem als theatermaker. Toen hij met zijn tweede echtgenote Dora van der Groen De rode beek opzette, kwamen nog andere kenmerken van zijn latere theaterwerk aan het licht: zijn fascinatie voor het mythische Oosten en een oog voor de brandende actualiteit (in het geval van De rode beek is dat de Koreaanse Oorlog).

### 1953-1963: Nederlands Kamertoneel, erkenning, excursie naar Afrika,De Honden.
In het voetspoor van Antonin Artaud, die hij als zijn voorbeeld zag, waagde Tone Brulin zich aanvankelijk aan het avant-gardistische kamertoneel. In 1953 richtte hij samen met Jan van den Broek het Nederlands Kamertoneel op. Dit "Theater op Zolder" lukte het om met behulp van een aantal goede acteurs en vernieuwend repertoire de monopolistische almacht van de Antwerpse KNS aan te tasten. Brulin was er twee seizoenen actief als acteur en schreef zowel toen als later verschillende stukken voor het gezelschap. Datzelfde jaar ontving hij ook de prijs van de Boekenweek in Amsterdam uit handen van de Nederlandse koningin voor het stuk Twee is te weinig, drie is te veel. Deze erkenning zorgde ervoor dat zijn stukken uiteindelijk ook opgevoerd werden door grote schouwburgen als de KNS en de KVS. In 1963 ontving hij de Staatsprijs voor Toneelletterkunde voor Pas op, mijnheer Lipman komt en in 1964 kreeg hij de Sabamprijs.
Brulin verbond zich aan de KVS in 1956. Met dat gezelschap (met onder meer Dora van der Groen) organiseerde hij een excursie naar Belgisch Congo. Dit markeerde het begin van zijn carrière in Afrika. Hij werd in 1958 aangesteld als regisseur bij het Zuid-Afrikaanse National Theatre/Nasionale Toneel in Pretoria. Gedurende het jaar dat hij daar werkte introduceerde hij er het moderne Nederlandstalige en Engelstalige toneelwerk van onder meer Hugo Claus en Samuel Beckett en stichtte hij Die Kamertoneel/The Chamber Theatre zoals hij dat eerder in Antwerpen deed. Hij ontmoette daar ook Athol Fugard, iemand in wie hij een Afrikaanse zielsverwant zag. In Belgisch Congo legde hij de hand aan De Honden, een anti-apartheidsstuk dat in verschillende landen werd uitgevoerd en uitgroeide tot een van zijn meest bekende (en beruchte) werken. In België werden pogingen genomen onder druk van de Zuid-Afrikaanse ambassade om de opvoering ervan te verbieden.

### 1963-1970: De BRT, het RITCS, ontdekking van The Living Theatre en Grotowski, acteerworkshops met Franz Marijnen en het Théâtre Laboratoire Vicinal
Na nog wat verdere samenwerkingen met Fugard vestigde Tone Brulin zich opnieuw in België. Hij was er onder meer werkzaam als realisator bij de BRT tussen 1960 en 1966 en als regielesgever aan het pas opgerichte RITCS te Brussel tussen 1963 en 1969. Het 10e Congres van het International Theatre Institute in Warschau van 1963 was een ware revelatie voor Tone Brulin. Hij werkte er als verslaggever en kwam voor het eerst in aanraking met het werk van The Living Theatre en het Theater Laboratorium van Jerzy Grotowski. Die hadden een zware impact op zijn latere theaterwerk. Onder hun impuls besloot Brulin te breken met het literaire teksttheater en zich toe te leggen op acteurstrainingen, improvisaties, muziek en beweging. Hij organiseerde met Franz Marijnen acteerworkshops in Mechelen, waar Grotowski ook te gast was. In 1969 ontving Brulin de Edmond Hustinxprijs voor toneelschrijvers. In 1970 regisseerde hij Saboo, de debuutproductie van het Théâtre Laboratoire Vicinal en ging met hen vervolgens op tournee in het buitenland.

### 1970-1972: in Amerika en Azië
Tone Brulin zocht na die tournee andere oorden buiten Europa op. Hij week uit naar Amerika, waar hij actief was als lesgever aan verschillende Drama Departments en workshops organiseerde. De theaterstudenten van Antioch College richtten met hem de Otrabanda Company op in Curaçao. Die samenwerking resulteerde in producties als The Kakaaka Makaako. Daar ensceneerde hij ook in opdracht van de Stichting voor Culturele Samenwerking tussen Nederland, Suriname, en de Nederlandse Antillen enkele spraakmakende producties, zoals Les Nègres van Jean Genet en verdiepte hij zich meer in de Afrikaanse en Caraïbische cultuur.
Vanaf 1972 was Brulin werkzaam in Maleisië aan de Sains Universiteit in Penang. Hij verdiepte zich in het Aziatische theater samen met Siti Fauziah, een Maleisische actrice die later zijn vrouw werd. Samen ontwikkelden ze wat later TIE3 wordt, Het Theater van de Derde Wereld in Europa.

### 1975-1985: Het Theater van de Derde Wereld in Europa (TIE3)
TIE3, Tiedrie, of Het Theater van de Derde Wereld in Europa werd in 1975 opgericht te Antwerpen en werd gekenmerkt door het brengen van Afrikaanse en Aziatische stukken in mengelingen van interculturele theatervormen, uitdrukkingsvormen en allusies. Hij was er werkzaam tot en met 1985. In 1986 droeg hij de leiding over aan Gene Bervoets.

### 1986-heden
In 1986 kreeg hij de Arkprijs van het Vrije Woord. Ook daarna bleef hij nog voor theater schrijven en richtte hij nog een ander gezelschap op, Nieuwe Realisaties. Hij werkte ook als freelancer aan verschillende producties van onder meer KNS Antwerpen, DNA (De Nieuw Amsterdam) en het Zuidpooltheater.
Op 6 februari 2006 ontving hij de Vlaamse Cultuurprijs voor Podiumkunsten 2005. In juni 2007 werd zijn jongste werk This is not Eugene gecreëerd in Kaapstad.

### Overlijden
Tone Brulin is overleden op 92-jarige leeftijd in Maleisië, het geboorteland van zijn echtgenote.

## Oeuvre naast het toneelwerk

### Verhalenbundels
- De neger op de sofa (1967)
- Gevecht tussen 2 mannen van rubber (1968)
- De pop-singer (1972)

### Artikels
- 'Toneel der wreedheid', in: Tijd en Mens, I, 1950, 189-200.
- 'Nooit een borstbeeld voor Antonin Artaud', in: Nieuw Vlaams Tijdschrift, 1951, 422-477.
- 'N.P. van Wijk Louw en zijn versdrama Gramaticus', in: De Vlaamse Gids, 1958, 700.
- 'Problementoneel te Johannesburg', in: De Vlaamse Gids, 1958, 766-767.
- 'Een jaar toneel in Zuid-Afrika', in: Band, 1959, 440-444.
- 'De beroepsvorming van de toneelspeler', in De Vlaamse Gids, september, 1963, 653-655.
- 'Het toneellaboratorium van de dertien stoelen', in: De nieuwe stem, februari-maart, 1965, 191-196.
- 'Als de regengoden komen' (over dramatische cultuur van Amerikaanse indianen), in: Toneel-Teatraal, 3, 1969, 241-254.
- 'Het Toneel', in: Kentening, I, januari-februari 1969, 25 e.v.
- 'Vlaanderen heeft een toneel-labo nodig !', in: De Bond, 11 juli 1969.
- 'Eerste ervaring in de workshop', in: Teater, 2, 1970, 122-125.
- 'Terug naar de bron', in: Dramatisch Akkoord 14, 1981, 86-93.
- 'Tiedrie hanteert het principe van de kneedbaarheid', in: Dramatisch Akkoord 16, 1983, 33-44.